# Brainfork
Brainfork — езотерична мова програмування, яку створив Асгер Айпсон 2004 року.
Мова Brainfork - це багатопотокова версія Brainfuck’а. Brainfork містить всі вісім команд мови Brainfuck (,, ., [, ], +, -, <, >), але для забезпечення багатопотоковості додано нову команду: Y. Коли інтерпретаторові трапляється ця команда, він створює ще один потік, у якому каретку зсунуто праворуч та значення комірки під нею змінено на 1. У вихідному ж потоці поточна комірка просто обнуляється.
Оскільки Brainfuck ігнорує всі невідомі інструкції (наприклад ту ж Y), усі програми Brainfork також працюють на Brainfuck, хоч і неправильно.
Brainfork, як спадкоємець Brainfuck’a, Тьюринг-повний.